# Smyriodes idiograpta
Smyriodes idiograpta là một loài bướm đêm trong họ Geometridae.